# Tadeusz Reichstein
Tadeusz Reichstein, Tadeus Reichstein (ur. 20 lipca 1897 we Włocławku, zm. 1 sierpnia 1996 w Bazylei) – szwajcarski biochemik pochodzenia polsko-żydowskiego, laureat Nagrody Nobla w dziedzinie fizjologii lub medycyny w 1950 r.

## Życiorys
Urodził się w zasymilowanej żydowskiej rodzinie Isidora Reichsteina (zm. 1931) i Gustavy Brockmann (zm. 1964). Miał 4 młodszych braci. Imię otrzymał na cześć Tadeusza Kościuszki. Dzieciństwo spędził w Kijowie, gdzie jego ojciec był inżynierem oraz w Jenie w Turyngii,  gdzie uczęszczał do szkoły. Gdy miał 8 lat wraz z rodzicami wyemigrował do Szwajcarii, gdzie w 1914 r. rodzina otrzymała szwajcarskie obywatelstwo.  W Zurychu studiował chemię na Politechnice Federalnej (ETHZ), uzyskując dyplom w 1920 r. W 1922 roku uzyskał doktorat i kontynuował pracę na ETHZ, gdzie w latach 1930–1938 był profesorem chemii organicznej. W latach 1938–1967 był profesorem Uniwersytetu w Bazylei.
W 1952 r. został wybrany na członka zagranicznego Royal Society w Londynie, w 1994 r. został członkiem zagranicznym Polskiej Akademii Nauk.
W 1933 r. zsyntetyzował kwas askorbinowy (niezależnie od W.N. Hawortha), w 1936 r. wyizolował kortyzon, wyizolował również inne hormony kory nadnercza. Za prace dotyczące chemicznej struktury i biologicznego działania hormonów kory nadnercza w 1950 r. otrzymał Nagrodę Nobla (wspólnie z Ph.St. Henchem i E.C. Kendallem).

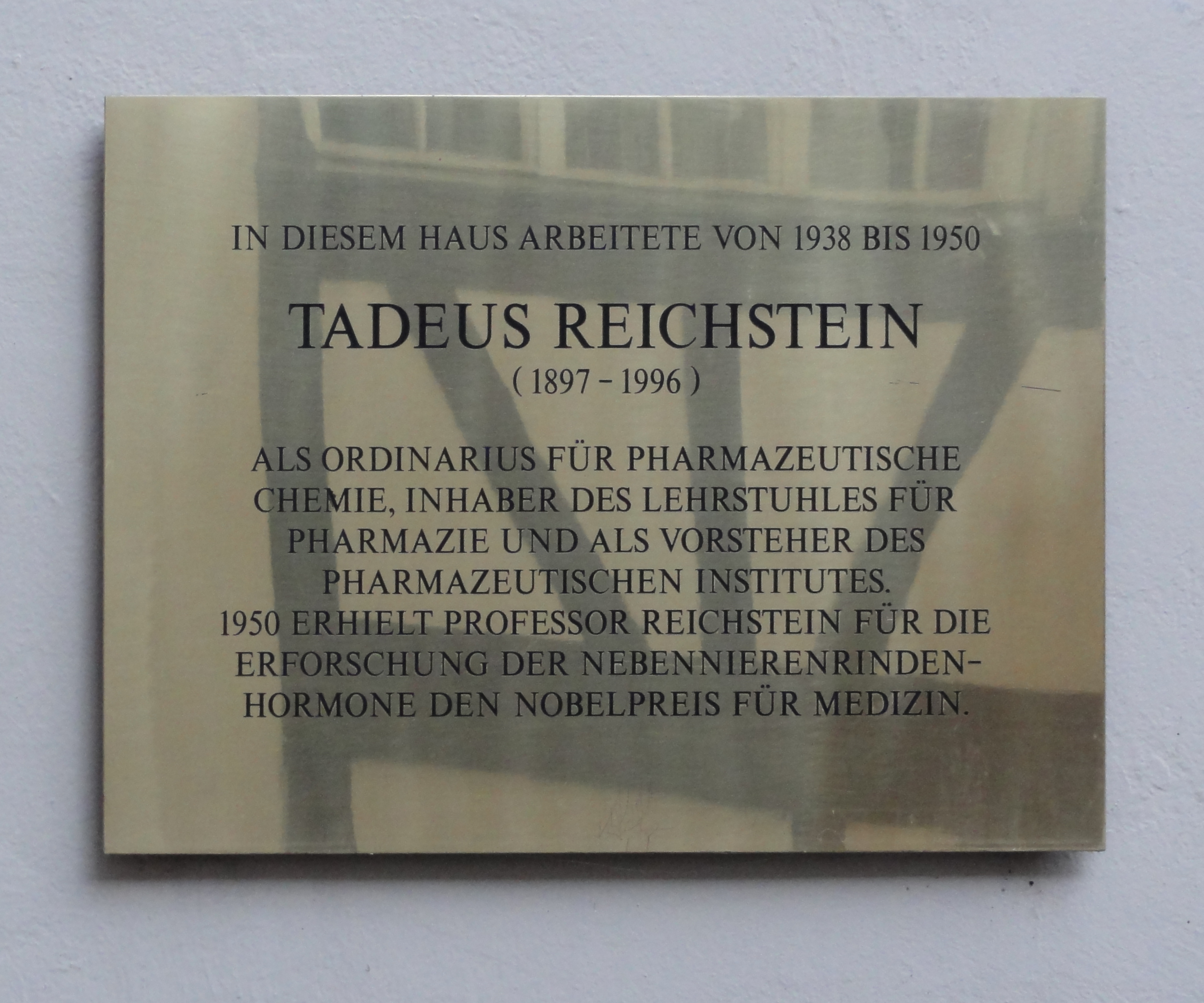
Tablica pamiątkowa na domu Reichsteina w Bazylei.

W okresie międzywojennym kilkukrotnie odwiedził Polskę i mieszkającą w niej rodzinę. Część jego krewnych zginęła podczas II wojny światowej w obozach zagłady. Wspierał rozwój Polaków studiujących i pracujących na uczelniach szwajcarskich, fundując im stypendia. W 1947 r. otrzymał doktorat honoris causa Sorbony w Paryżu, w 1978 r. Uniwersytetu Polskiego w Londynie, a w 1995 r. Akademii Medycznej w Gdańsku. Od 1994 r. członek zagraniczny PAN. Od 1988 r. był członkiem honorowym Włocławskiego Towarzystwa Naukowego, otrzymał Medal „Zasłużony dla Włocławka”, a w 1994 r. honorowe obywatelstwo miasta. Laureat Medalu Copleya.
Zmarł w 1996 r. w Bazylei, został pochowany na tamtejszym cmentarzu żydowskim.

## Życie prywatne
W 1927 r. poślubił Henriette Louise Quarles van Ufford, pochodzącą z holenderskiej rodziny arystokratycznej. Mieli córkę Ruth, ur. w 1933 r.